# 三屋大五郎
三屋大五郎（1857年—1945年），號清陰，日本越前國人，臺灣日治時期教育家、報人、漢詩詩人。1897年擔任宜蘭國語傳習所教諭，1900年擔任台中師範助教授，之後又擔任國語學校校長、廈門同文書院長。1903年（明治三十六年）1月，《臺灣教育會雜誌》第十期開始，聘請三屋大五郎擔任漢文主任，新增十七頁多的漢文欄。並曾任《台南新報》漢文主筆。1928年曾擔任嘉義當地的詩社「鴉社」之顧問。

## 相關研究
- 李龍雯〈三屋大五郎在臺之教育及文筆活動的研究〉（國立成功大學，台灣文學系碩士論文，2012年）